# Джон Наджент, V граф Вестміт

Герб графів Вестміт.

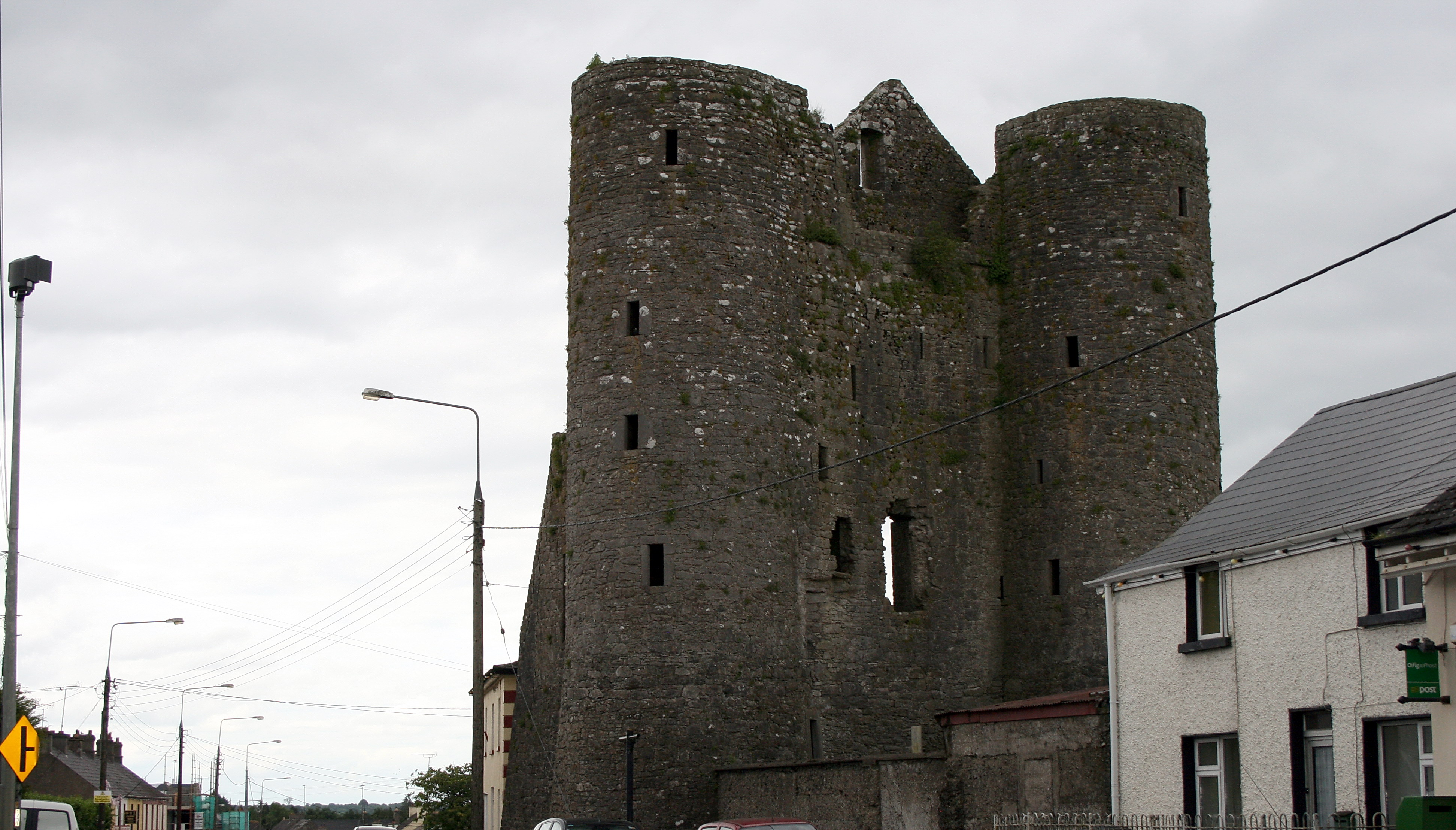
Замок Наджент.

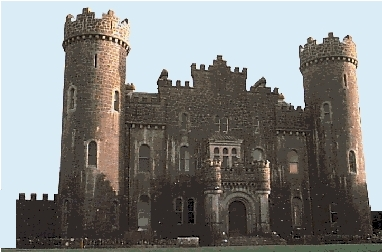
Замок Клонін (Делвін).

Джон Наджент (1671 – 3 липня 1754) – V граф Вестміт – ірландський аристократ, пер Ірландії, лорд Делвін, професійний військовий. 

## Життєпис
Джон Наджент був третім сином Крістофера Наджента – лорда Делвін та Мері Батлер – дочки полковника Річарда Батлера. Після смерті брата – Томаса Наджента – IV граів Вестміт Джон Наджент успадкував титул графа Вестміт у 1752 році. Джон Наджент був професійним військовим – він пішов служити в армію Франції. Після поразки ірландців в так званих якобітських (вільямітських) війнах, після того як Англія групо порушила лімерицькі угоди ще до того як чорнило на угоді просохло, багато ірландців покинуло Ірландію. За підрахунками істориків наприкінці XVII століття Ірландію покинуло більше 250 000 чоловік. Багато з них осіли у Франції і наймалися на службу до армії Франції. Серед цих ірландців був і Джон Наджент. Він брав участь у чисельних війнах, які вів король Франції. Він брав участь у битвах під Рамілізом, Одерардом, Малплакетом, Дененом, в облозі Дуе і Кенуа. Він почав службу у званні офіцера в 1706 році і завершив службу в таборі Марешаль в 1744 році. Звільнився зі служби в 1748 році. Помер у місті Нівель, що у Валонському Брабанті в 1554 році. 

## Родина
Джон Наджент одружився з Магарет Жанні (померла 11 лютого 1776 року) – дочкою графа Карла Мальза Моденського – шляхтича, підданого королеви Марії Моденської (Марії Беатріче Елеонори Анни Маргарити Ізабелли д’Есте) – другої дружини скинутого короля Англії та Ірландії Якова (Джеймса) ІІ. Шлюб відбувся 7 січня 1711 року. У цьму шлюбі були діти: 
- Томас Наджент – VI граф Вестміт.
- Джейис Наджент
- Джон Крістофер Наджент
- Річард Наджент
- Едвард Наджент
- Марі Шарлотта Наджент
- Франсіс Крістін Наджент

Титул графа Вестміт успадкував його син Томас Наджент. Він був першим в родині Наджентів, хто змінив віросповідання і став вірянином ірландської церкви.     